# كأس ويلز 1956–57
كأس ويلز 1956–57 (بالإنجليزية: 1956–57 Welsh Cup)‏ هو موسم من كأس ويلز. فاز فيه نادي ريكسهام.